# Juhan Parts
Juhan Parts (Tallinn, 27 agosto 1966) è un politico estone.
È stato Primo ministro dell'Estonia dal 2003 al 2005 ed è l'ex presidente del partito Res Publica.

## Biografia
Compiuti gli studi secondari presso la scuola "Gustavo Adolfo" di Tallinn, poi studiò Diritto presso l'Università di Tartu. Al termine degli studi entrò immediatamente al ministero della Giustizia, mettendosi in luce come un giovane e dinamico sostenitore delle riforme.
Nel 1998 fu nominato Eesti Vabariigi riigikontrolör, (l'equivalente del presidente della Corte dei conti italiano); garantito dall'irresponsabilità che la Costituzione dell'Estonia garantisce alla carica (l'unica nell'ordinamento statale estone), intervenne frequentemente nel dibattito politico, criticando duramente il governo e riscuotendo ampia popolarità nell'opinione pubblica. Mantenne la carica fino al 2002.
È sposato con Merle, giudice, e ha due figli (Toomas-Hendrik e Pille-Riin).

## Carriera politica
Promotore del nuovo partito Res Publica, ne divenne il primo presidente. Privo di riferimenti ideologici, il partito aveva un'impronta nettamente tecnocratica, liberista in economia e animato da giovani politici.
Alle elezioni parlamentari del 2003 il partito ottenne un sorprendente successo, ottenendo la maggioranza al Riigikogu (il Parlamento estone) insieme agli alleati di centrodestra. Parts fu incaricato di formare un nuovo governo, che entrò in carica il 10 aprile 2003.
Si dimise il 24 marzo 2005 in seguito a un voto di sfiducia contro il suo ministro della Giustizia, Ken-Marti Vaher. Causa della crisi fu la proposta, avanzata da Vaher, di predefinire un numero di imputati da perseguire ogni anno in ogni contea: la misura, approvata da Parts, richiamò in molti estoni il periodo dell'occupazione delle repubbliche baltiche da parte dell'Unione sovietica di Stalin.

## Attuale governo
Attualmente in seno del Governo Ansip III, ricopre la carica di Ministro delle Comunicazioni.